# Jaillon
Jaillon ist eine französische Gemeinde mit 470 Einwohnern (Stand: 1. Januar 2022) im Département Meurthe-et-Moselle in der Region Grand Est (bis 2015 Lothringen). Sie gehört zum Arrondissement Toul und zum Kanton Le Nord-Toulois.

## Geografie
Jaillon liegt am Terrouin, etwa 17 Kilometer nordwestlich von Nancy. Umgeben wird Jaillon von den Nachbargemeinden Avrainville im Westen und Norden, Rosières-en-Haye im Norden und Nordosten, Liverdun im Osten, Villey-Saint-Étienne im Süden sowie Francheville im Südwesten und Westen.

## Bevölkerungsentwicklung
| Jahr                       | 1962 | 1968 | 1975 | 1982 | 1990 | 1999 | 2006 | 2019 |
| Einwohner                  | 213  | 180  | 166  | 179  | 249  | 302  | 360  | 469  |
| Quellen: Cassini und INSEE |      |      |      |      |      |      |      |      |

## Sehenswürdigkeiten
- Merowingernekropole, 1869 entdeckt
- Kirche Saint-Gorgon aus dem 19. Jahrhundert
- Schloss Jaillon im 16./17. Jahrhundert verfallen, heutiger Bau aus dem 18. Jahrhundert

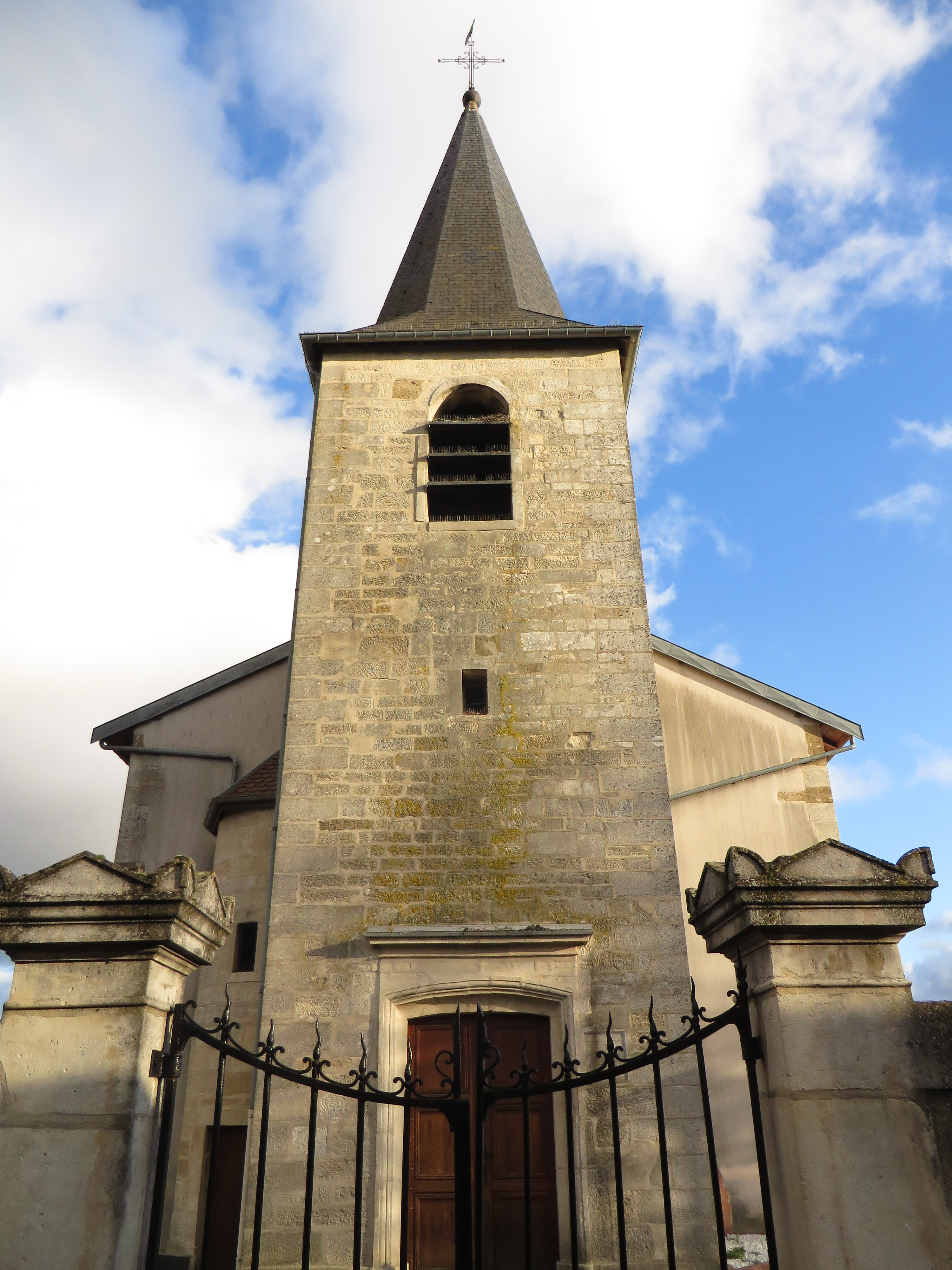
Kirche Saint-Gorgon